# جيمس هارلي مارش
جيمس هارلي مارش هو محرر كندي، ولد في 10 سبتمبر 1943 في تورونتو في كندا.